# Pelecopsis unimaculata
Pelecopsis unimaculata är en spindelart som först beskrevs av Banks 1892.  Pelecopsis unimaculata ingår i släktet Pelecopsis och familjen täckvävarspindlar. Inga underarter finns listade i Catalogue of Life.